# Mão Pelada
O Mão pelada é uma lenda popular no Vale do São Francisco. A lenda conta que o Mão Pelada é um animal de hábitos noturnos que não possui pele nas mãos e por isso é conhecido como Mão Pelada. Acredita-se que, se ele sugar seu sangue pode curar doenças como reumatismo e hanseníase.[carece de fontes?]